# Trichotoma fusca
Trichotoma fusca är en spindeldjursart som först beskrevs av Roewer 1941.  Trichotoma fusca ingår i släktet Trichotoma och familjen Gylippidae. Inga underarter finns listade i Catalogue of Life.